# Keleanohoanaapiapi
Keleanohoanaapiapi (f. 1450), també coneguda pel seu nom «Kelea», va ser una antiga noble hawaiana que s'esmenta en llegendes antigues i la seva genealogia es dona en els cants. Va ser una princesa (en hawaià: Ali'i) de Maui, una de les illes hawaianes. Va ser Gran Cap de la seva tribu, però no amb el rang més alt conegut.
La llegenda sobre el seu segrest es pot comparar amb el mite d'Hèlena de Troia.

## Família
Keleanohoanaapiapi va ser filla del Gran Cap Kahekili I el Gran de Maui i de la seva esposa, Haukanuimakamaka de Kauai i, per tant, una germana del Cap Kawaokaohele.
La seva àvia paterna va ser la reina Kapohauola.

## Vida

Un mapa de les illes hawaianes. Kelea va ser princesa de Maui i Oahu

No se sap quan va néixer Keleanohoanaapiapi. Probablement va néixer a l'illa de Maui.
Va ser considerada molt bella i es va convertir en una esposa del bell príncep Lo Lale d'Oahu, germà del rei Piliwale. Van tenir tres fills.
No obstant això, Lo Lale i Keleanohoanaapiapi es van divorciar posteriorment.
Posteriorment, Keleanohoanaapiapi es va casar amb un noble anomenat Kalamakua. La seva filla va ser la reina La'ieloheloikai, esposa del rei Pi'ilani de Maui.

## Epònim
En 1994, la Unió Astronòmica Internacional va anomenar Kelea a un cràter de Venus en honor seu.